# 文尼察最后的犹太人
《文尼察最后的犹太人》是二战犹太人大屠杀期间拍摄的一张照片，照片中一名身份不明的犹太男子即将被纳粹党卫军别动队的一名成员枪杀。该照片可能摄于1941年7月28日纳粹德国占领下的乌克兰别尔季切夫而不是文尼察。受害者跪在一个已经埋有尸体的万人坑旁边；在后面，一群党卫军和国家劳役团队员在旁边冷眼旁观。

## 历史
这张照片可以追溯到1941年中期德国人占领文尼察州到1943年红军解放文尼察之间的某个时间。在此期间，该州发生了许多对犹太人的屠杀，包括1941年9月16—22日以及1942年4月在该地发生的屠杀，之后幸免于难的人被送往劳动营，文尼察的犹太社区耶路撒冷卡大部分被夷为平地。德国人的夏季制服意味着这张照片不太可能是在冬天拍摄的。
这张照片于1961年阿道夫·艾希曼审判期间广为传播，由合众国际社从波兰犹太人阿尔·莫斯（Al Moss，生于1910年）手中收集到。莫斯曾被关押在慕尼黑-阿拉赫集中营，1945年集中营解放后辗转来到美国。1961年他住在芝加哥，希望人们“了解艾希曼时代发生了什么”这幅照片后来整版发布在美国犹太人报刊《The Forward》上。
后来的资料有时会给出相互矛盾的细节。有人说，原始图像在特别行动队成员的照片相册中，或者从死去的士兵的口袋里取出，背面写着“文尼察最后的犹太人”（后被广泛用作该照片的名字）。2024年德国《世界报》刊登了历史学家于尔根·马特乌斯的文章，认为本照片是在乌克兰别尔季切夫附近的城塞拍摄的。从同一张底片复制的照片上写着“1941年7月下旬。党卫军在别尔季切夫城塞处决犹太人”；而另一张描述同一事件的照片，也提到了别尔季切夫。

## 意义
这张照片已经成为犹太人大屠杀的标志性照片，其独特之处在于，它是在大屠杀期间拍摄的，而非屠杀之后，而且可能是由参与杀戮的人拍摄的；描述的并非集中营，而是党卫军别动队。重点是一个孤独的受害者，而不是一大群人。这张照片在许多犹太人大屠杀相关的书籍和博物馆中展示，包括德国作家吉多·克诺普和美国作家迈克尔·贝伦鲍姆的著作，以及德国国会大厦“德国历史之问”展、恐怖地形图博物馆、欧洲被害犹太人纪念碑、波兰国家记忆研究院、美国大屠杀纪念博物馆和以色列犹太大屠杀纪念馆等。